# Antonín Košíček
Antonín Košíček (3. června 1917 Těšínov – 11. dubna 1945 Cappelle-la-Grande) byl český poddůstojník a příslušník Československé samostatné obrněné brigády.

## Život

### Před druhou světovou válkou
Antonín Košíček se narodil 3. června 1917 v Těšínově na Českobudějovicku v rodině obchodníka Vojtěcha Košíčka a Kateřiny, rozené Papouškové, jako jedno z jejich osmi dětí. Vychodil pět tříd obecné školy, tři roky měšťanské školy, poté se vyučil na obchodního příručího. Prezenční vojenskou službu nastoupil 1. října 1936 k dělostřeleckému pluku 105 ve Čtyřech Dvorech, v rámci které absolvoval poddůstojnickou školu. Postupně sloužil jako střelec, figurant Vojenského zeměpisného útvaru, výpomocný instruktor v poddůstojnické škole, miřič-dělovod a ordonanční poddůstojník. Do civilu odešel 28. února 1939. Dosáhl hodnosti svobodníka.

### Druhá světová válka
Po německé okupaci v březnu 1939 se Antonín Košíček ucházel o vstup do Vládního vojska, kam byl 10. září téhož roku přijat. Sloužil v Hradci Králové, začal opět jako vojín, ale postupně dosáhl hodnosti četaře. V roce 1942 se oženil s Emilií Uldrychovou. Manželství zůstalo bezdětné, žili v Hředlích na Rakovnicku. Dne 24. května 1944 byl společně s jednotkou odvelen do severní Itálie s úkolem střežit tamní železniční dopravu. Dne 10. července téhož roku dezertoval v rámci skupiny vedené škpt. Šínou, která pět dní poté překročila hranice Švýcarska, kde byla ve Wittenbachu internována. Dne 19. srpna využil možnosti, přihlásil se do Československé armády v zahraničí a přes Marseille a Neapol odcestoval do Spojeného království. Zde byl 2. prosince 1944 odveden do Československé samostatné obrněné brigády, 15. prosince nastoupil k jednotce a 1. ledna 1945 odjel do boje k obléhanému přístavu Dunkerque. Dne 11. dubna zahynul ve čtvrti Filature obce Cappelle-la-Grande během dělostřelecké palby. Jeho tělo nebylo nalezeno zřejmě díky extrémní devastaci po zásahu dělostřeleckým granátem. Dosáhl hodnosti desátníka.